# Indiragandhinagar, Jevargi
Indiragandhinagar là một làng thuộc tehsil Jevargi, huyện Gulbarga, bang Karnataka, Ấn Độ.